# Actinothoe alderi
Actinothoe alderi is een zeeanemonensoort uit de familie Sagartiidae. De anemoon komt uit het geslacht Actinothoe. Actinothoe alderi werd in 1851 voor het eerst wetenschappelijk beschreven door Cocks. 